# Кружева (мини-сериал)
«Кружева» (англ. Lace) — американский художественный мини-сериал по одноимённому роману Ширли Конран, премьера которого состоялась на телеканале ABC в феврале 1984 года.

## Сюжет
Лили — успешная киноактриса, прославившаяся своими ранними работами в категории фильмов для взрослых. Добившись признания в обществе, денег и славы, молодая женщина решает исполнить своё заветное желание — найти родную мать. Для достижения цели она готова заплатить большие деньги, к её услугам лучшие детективы, но даже им не под силу распутать клубок загадок прошлых лет.
Лили известен один псевдоним, предположительное имя её матери, но за ним скрывается сразу три женщины: Пэган «Язычница» Трелоуни (Брук Адамс), Джуди Хейл (Бесс Армстронг) и Максин Паскаль (Ариэль Домбаль). У всех трёх разные интересы, род занятий и социальный статус. В школьные годы они были лучшими подругами. С тех самых школьных лет они хранят одну тайну на троих. Сможет ли узнать Лили, кто же из них её мать?
Лили жаждет стать для них нужной. Она очаровывает сына Максим, и та жаждет устранить нежелательную невестку. Даёт Джуди, редактору известного журнала «Кружева», интервью, а потом публично обвиняет журнал во лжи. Оставляет известную своей благотворительной деятельностью Язычницу без средств для её продолжения. В обмен Лили требует только признание родства. Но женщины, двадцать лет не видевшие друг друга, продолжают молчать.
Признав поражение, Лили отпускает всех, обещая всё вернуть. Максим, Джуди и Язычница спускаются в бар отеля и там предаются воспоминаниям, после чего настоящая мать Лили подымается обратно в номер дочери, чтобы её обнять.

## Интересные факты
- В мае 1985 на телеканале ABC вышел сиквел под названием «Кружева 2». Сюжетная линия вращается вокруг поисков главной героиней своего отца.